# Ötösikrek (South Park)
Az Ötösikrek (Quintuplets) a South Park című rajzfilmsorozat 52. része (a 4. évad 4. epizódja). Elsőként 2000. április 26-án sugározták az Egyesült Államokban.
Az epizód utalás az Elian Gonzalez-ügyre, mely 2000-ben zajlott Kuba és az Egyesült Államok között. Ez volt az első alkalom, hogy a sorozat készítői kihasználták a rövid gyártási időt és a sorozat keretein belül reagáltak egy aktuális eseményre.

## Cselekmény
|  | Alább a cselekmény részletei következnek! |

A Cirque De Cheville elnevezésű cirkuszi előadás (amely Cirque du Soleil paródiája) és különösen az abban látott ötösikrek hatására a főszereplő gyerekek saját cirkuszt akarnak szervezni. A fiúk szerint azonban Kenny McCormicknak először meg kellene tanulnia énekelni. Időközben a műsorban fellépő ötösikrek, akik nagyanyjukkal együtt a román kormány elől menekülnek, a Marsh család otthonában találnak menedéket. Éjszaka Marvin Marsh, Stan Marsh nagyapja szexuális kapcsolatot létesít az ötösikrek nagymamájával.
Másnap reggel Stan apja, Randy Marsh döbbenten fedezi fel, hogy az idős asszony meghalt. Miután ezt az ikrek megtudják, Eric Cartman, Stan és Kyle Broflovski tanácsára úgy döntenek, egy időre a Marsh családdal maradnak. A fiúk megmutatják az ikreknek, hogy az USA milyen nagyszerű hely, miközben abban reménykednek, hogy az ikrek velük maradnak majd és segíteni fogják a cirkuszukat. Időközben a román kormány felkeresi Janet Reno államügyészt, hogy segítsen nekik visszavitetni az ikreket. Kenny egy magnó segítségével megtanul énekelni és ezt pénzért kamatoztatja is, hogy anyjával együtt elutazhasson egy romániai énekesi tanfolyamra. A pénz összegyűlik, Romániában Kenny szenzációs énekes lesz, ráadásul az anyja rájön, hogy a kevés amerikai pénzük Romániában rengeteget ér, ezért együtt az ottmaradás mellett döntenek. 
South Parkban a Marsh család házat tiltakozók veszik körül, akik remélik, hogy az ikrek az Államokban maradhatnak. Reno, húsvéti nyúlnak öltözve és felfegyverkezve behatol az épületbe és foglyul ejti a lányokat. Stan, Kyle és Cartman, akik nem akarják elveszíteni a cirkuszukat, a tüntetők segítségét kérik, akik összecsapnak a katonákkal. Az erőszaknak végül az ötösikrek vetnek véget; leszidják a tüntetőket, Janet Renót, amiért ezt az egész akciót csak a népszerűségért csinálta, a román kormányt, az USA-t, de különösen a főszereplő fiúkat, akik csak a saját érdekeiket vették figyelembe és nem ismerik el a román kultúrát. A lányok ezután fellépést vállalnak Oprah Winfrey műsorában és sajtókörútra indulnak.
Romániában hasonló események zajlanak; az emberek Kennyék új lakása előtt tiltakoznak, hogy Kennyt ne vigyék vissza a katonák az Államokba. A katonák megrohamozzák a házat, de az akció során véletlenül megölik Kennyt.